# Chiharu Ichō
Chiharu Ichō (giapponese: 伊調千春) (Hachinohe, 6 ottobre 1981) è una lottatrice giapponese,  che ha vinto l'argento sia ad Atene 2004 che a Pechino 2008 nella categoria 48 kg.
È la sorella maggiore di Kaori Ichō, anche lei lottatrice e quattro volte campionessa olimpica.